# Nuanchan Phonsila
Nuanchan Phonsila (20 de julio de 1977) es una deportista tailandesa que compitió en bochas adaptadas. Ganó dos medallas en los Juegos Paralímpicos de Verano, bronce en Río de Janeiro 2016 y bronce en París 2024.

## Palmarés internacional
| Juegos Paralímpicos | Juegos Paralímpicos     | Juegos Paralímpicos | Juegos Paralímpicos |
| Año                 | Lugar                   | Medalla             | Prueba              |
| ------------------- | ----------------------- | ------------------- | ------------------- |
| 2016                | Río de Janeiro (Brasil) | Medalla de bronce   | Dobles BC4 mixto    |
| 2024                | París (Francia)         | Medalla de bronce   | Dobles BC4 mixto    |